# Пось, Федот Фёдорович
Пось, Федот Фёдорович (1889 — 21 августа 1939) — советский военный деятель, участник  Гражданской войны и Боёв на Халхин-Голе. Командир-комиссар 82-й стрелковой дивизии. Комбриг (29.07.1939).

## Биография
Родился в 1899 г. в с. Сватки Сумской губернии (по другим данным в с. Решетиловка Полтавской губернии).
В октябре 1920 г. окончил 29-е Полтавские пехотные курсы.
На январь 1939 г. предположительно находился в должности начальника пехоты 36 стрелковой дивизии ЗабВО.
В период боев на р. Халхин-Голе полковник Ф. Ф. Пось некоторое время командовал 5-й моторизованной стрелково-пулемётной бригадой (после того, как в июле за трусость был расстрелян ее прежний командир полковник И. П. Федорков).
29 июля 1939 г. приказом № 03358 присвоено воинское звание комбриг.
3 августа 1939 г. решением Военного совета 1 армейской группы Ф. Ф. Пось назначен на должность командира 82-й стрелковой дивизии (вместо отстраненного от командования полковника И. М. Антюфеева ).
21 августа 1939 г. погиб в бою на Халхин-Голе в районе высоты Зеленая, когда поднял стрелковую цепь в атаку.
Указом ПВС СССР от 29 августа 1939 г. посмертно награжден орденом Красного Знамени.

## Память
10 августа 1952 г. на родине комбрига в с. Сватки Синевского (ныне Гадячского) района Сумской (ныне Полтавской области) был установлен его бюст.

## Награды
- Орден Красного Знамени

## Воинские звания
- Майор
- Комбриг